# Espluga de Paradís
L'Espluga de Paradís és una cova del terme de Conca de Dalt, al Pallars Jussà, dins de l'antic terme de Toralla i Serradell, al Pallars Jussà, en territori del poble de Rivert.
Està situada a llevant de Rivert, en el marge esquerre del barranc de l'Espluga de Paradís, al peu -sud-oest- de los Solans i a llevant del Serrat de les Forques.